# ネーデルラント17州

17州
Zeventien Provinciën (オランダ語)

1581年の17州の地図、赤枠は分離独立

17州（オランダ語: Zeventien Provinciën、フランス語: Dix-sept Provinces）は、低地諸国に16世紀に存在した同君連合下の国家群である。現在のオランダ、ベルギー、ルクセンブルク、そしてフランス北部のアルトワ（Artois）、ノール（Nord）とドイツの一部を含む地域を含んだ領域に存在した。

## 17州の一覧

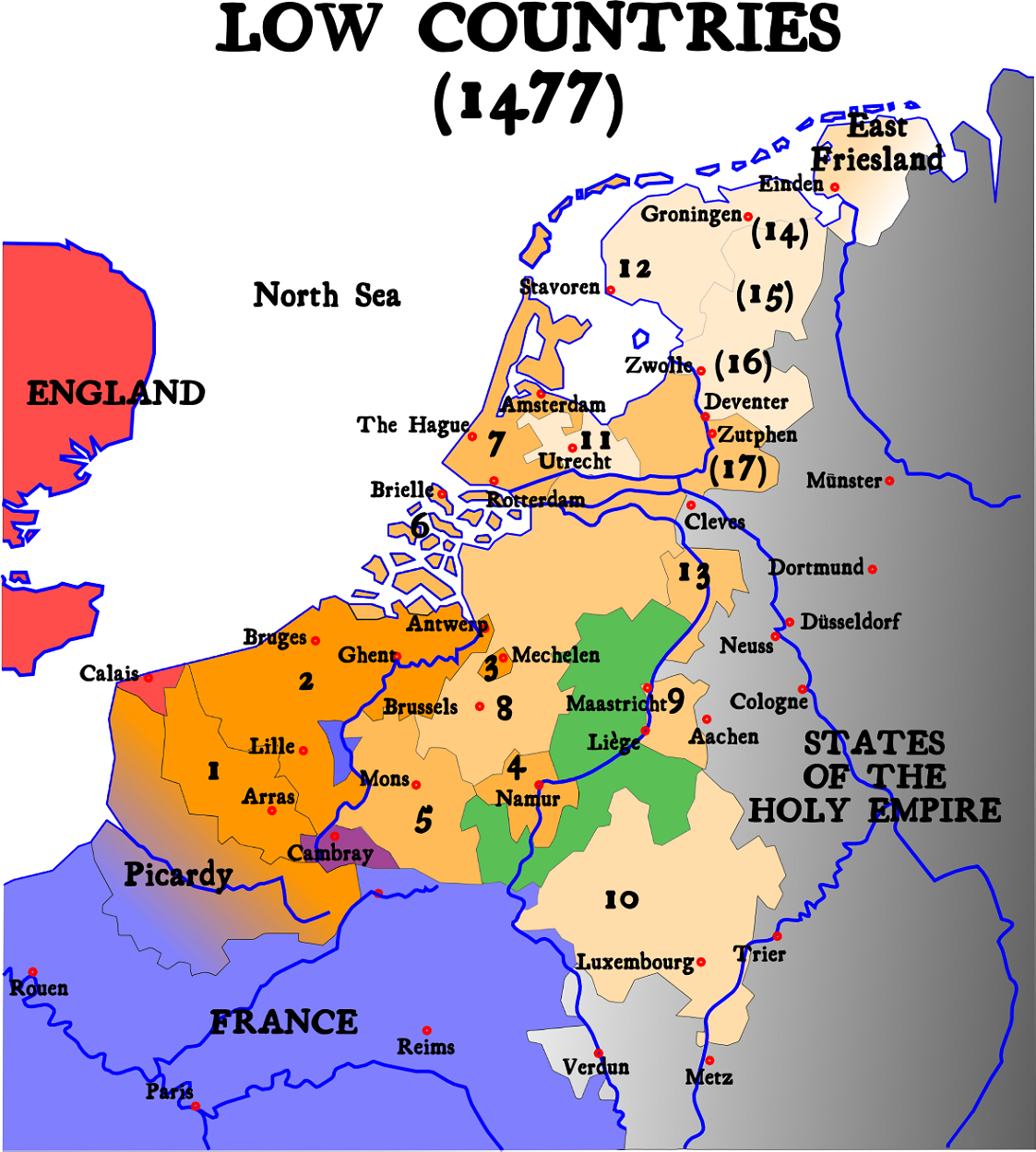
図1.1477年におけるネーデルラント17州の地図

図1に示す17州には、以下の諸侯領が存在した。
1. アルトワ伯国（英語版）
2. フランドル伯国（リール、ドゥエー、オルシー等の都市を含む）
3. メヘレン領主領（英語版）
4. ナミュール伯国（英語版）
5. エノー伯国（英語版）
6. ゼーラント伯国（英語版）
7. ホラント伯国（英語版）
8. ブラバント公国（アントウェルペンを含む）
9. リンブルフ公国（英語版）
10. ルクセンブルク公国（英語版）
11. ユトレヒト領主領（英語版）
12. フリースラント領主領（英語版）
13. ヘルレ公国（1543年以降）
14. フローニンゲン領主領（英語版）
15. ドレンテ領主領（英語版）（リンゲンを含む）
16. オーファーアイセル領主領（英語版）
17. ズトフェン伯領（英語版）

トゥルネーの町のある場所であるリールとモンスの間の青いエリアは17州の1つであると考えられていた。一方、リエージュ司教領はこれらの州の一員とは考えられていなかった。この17州は、ネーデルラント全国三部会に代表者を送っていた州と常に同じ17州ではなかった。時には1つの代表が他の代表とまとめられたこともあった。通常、ズトフェンはゲルデルンの一部であったし、リンブルフはブラバントを頼っていた。一方、フランドルのフランス語を話す都市は、別々の州と認められることもあった。
更にネーデルラントには、17州に含まれない領土が存在した。その最大のものはリエージュ司教領だった。北にはフランス革命まで自らの支配者を持ち続けたアメラント島のような、いくつかの小さな領域も存在した。

## 歴史
ネーデルラント17州の歴史は、1477年にブルゴーニュ公国を治めていたシャルル突進公が戦死した際に男子の継承者がいなかったために、娘のマリー女公の夫であるハプスブルク家のマクシミリアン大公によって継承されたのが始まりである。マリーが落馬によって死亡した後、公国内の有力貴族が反乱を起こし、マクシミリアンはブルゴーニュ公の退位を余儀なくされる。
その後、この地域は息子のフィリップ美公が治め、その急死後はその長子シャルルが公国を相続した（1515年1月に全国議会で即位）。
さらにシャルルは1516年にはカスティーリャ・アラゴン両王国の君主となり、1519年には対抗馬のフランソワ1世を破って、神聖ローマ皇帝カール5世となった。カールの時代に17州全てが統合された。その最後が1543年のゲルデルン州であった。こうして東はトランシルヴァニアから西はスペインにいたる、ヨーロッパ全体を包含するかのような「帝国」が形成された。
この「帝国」には一体的な国家組織がなく、個別の国家が単にカール5世のもとに集約されているに過ぎなかった。しかし、低地地方はその中で位置的には辺境であるにもかかわらず、対フランスの軍事的・政治的拠点であり、さらにアントウェルペンの金融は「帝国」の重要な財源であった。
カールは低地地方の行政的中心をブリュッセルにおき、中央集権化を進めて政治的統一を促進させる一方、周辺地域の武力的制圧を進め、メルセン条約以来分断されていた低地地方を初めて統一した。
これらの州の大部分は神聖ローマ帝国の下に置かれ、カール自身はマクシミリアンの後継皇帝となった。フランドルとアルトワの2州はフランスの領土であったが、1529年のカンブレー講和条約によりハプスブルク家に譲渡された。1549年の国事詔書では、これらの州は将来も統一された状態でないといけないと記された。
低地地方が17州と呼ばれるのは、このカール5世が帯びた、低地地方の17の称号に由来し、1548年のアウクスブルク帝国議会で正式に承認された。1549年には低地地方が「永久に不可分」な形でハプスブルク家に継承されることを定めた国事詔書（プラグマティック・サンクシオン）が発布され、全国議会で承認された。

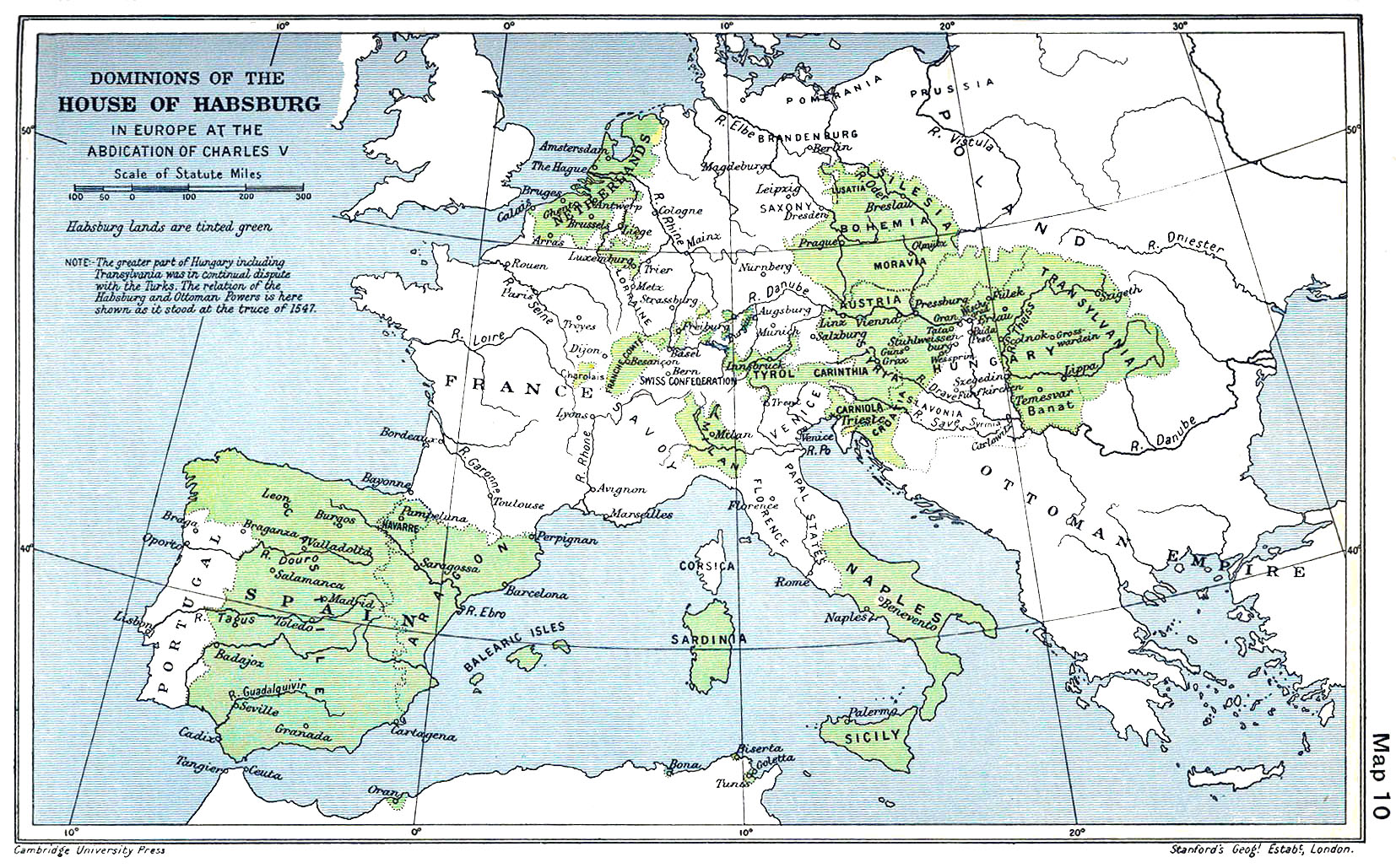
ミュールベルグの戦いの後のヨーロッパにおけるハプスブルク家の領土（緑）。ケンブリッジ・モダン・ヒストリー・アトラス（Cambridge Modern History Atlas, 1912）より

1556年のカール5世の退位の後、ハプスブルク家の領土は息子フェリペ2世と弟フェルディナント1世に分けられた。そしてネーデルラントはスペイン王位とともに息子フェリペに相続された。
フェリペ2世とネーデルラント人との争いは1568年に始まる八十年戦争となった。北部7州（フローニンゲン、フリースランド、オーファーアイセル、ゲルデルン（上部4分の1以外）、ユトレヒト、ホラント、ゼーラント）はネーデルラント連邦共和国として独立を得た。
南部のフランドル、ブラバント、ナミュール、エノー、ルクセンブルクなどの州は、パルマ公アレッサンドロ・ファルネーゼの軍事・政治的な力によりスペインの支配下に戻された。特に有名なのが、アントウェルペン包囲（1584年 - 1585年）である。そのため、これらの州は「スペイン領ネーデルラント」もしくは「南ネーデルラント」として知られていた。北部の連合州は八十年戦争の間、リンブルフ、ブラバント、フランドルの各地域を保持し続けた（Generality Lands参照）。
この戦争は1648年のヴェストファーレン条約で終結した。アルトワとフランドルの一部とエノーは、17世紀から18世紀の間にフランスに譲渡された。

## 経済
16世紀中頃までに首都はメヘレンからブリュッセルに移動し、ブラバントのアントウェルペンはネーデルラントにおける経済的、政治的、文化的中心となった。その頃、フランドルのブルッヘは北ヨーロッパの経済中心地としての突出した位置を既に失っており、ホラント州が15世紀から16世紀において徐々にその重要性を増加させていった。
しかし、八十年戦争で北部7州（ネーデルラント連邦共和国）が独立したことにより、それまで利用していたスヘルデ川が共和国領内を通過するために利用できなくなり、多くの人々が南部の州から北部の州へ移住していった。繁栄の中心地は南部のブルッヘ、アントウェルペン、ヘント、ブリュッセルから、北部のホラント州にあるアムステルダムやハーグ、ロッテルダムへ移動していった。

## 紋章

17州

I. アルトワ伯国（英語版）
II. ブラバント公国
III. トゥルネー司教領
IV. フランドル伯国
V. フリースラント領主領（英語版）
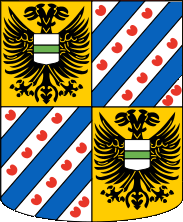
VI. フローニンゲン領主領（英語版）及びオメランデン
VII. ヘルレ公国
VIII. エノー伯国（英語版）
IX. ホラント伯国（英語版）
X. リンブルフ公国（英語版）
XI. ルクセンブルク公国（英語版）
XII. メヘレン領主領（英語版）
XIII. ナミュール伯国（英語版）
XIV. オーファーアイセル領主領（英語版）
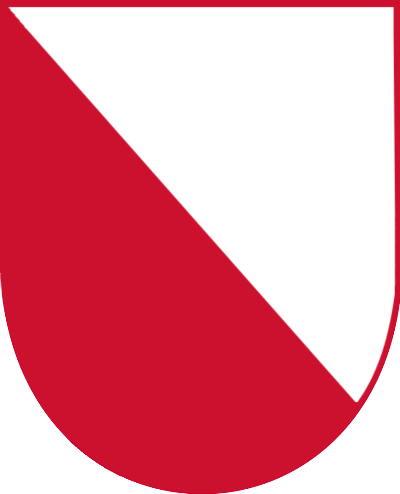
XV. 公司教領、のちユトレヒト領主領（英語版）
XVI. ゼーラント伯国（英語版）
XVII. ズトフェン伯領（英語版）